# Francis Miot
Pour les articles homonymes, voir Miot.
 (mars 2015).
Si vous disposez d'ouvrages ou d'articles de référence ou si vous connaissez des sites web de qualité traitant du thème abordé ici, merci de compléter l'article en donnant les références utiles à sa vérifiabilité et en les liant à la section « Notes et références ».
Francis Miot, né le 9 février 1948 à Pau, dans les Pyrénées-Atlantiques et mort le 20 novembre 2015 dans la même ville, est un artisan confiturier français.

## Biographie
Né au sein d’une famille de passionnés de cuisine, c'est un autodidacte de la confiture. Pour ses études, il intègre l’école professionnelle Lenôtre. Dès 20 ans, il travaille avec de grands chefs culinaires du Sud-Ouest. Il crée quelques années plus tard la société « La Galette aux Myrtilles » et lance ses premières confitures artisanales en 1985.
Il crée une gamme de confitures et, en 1987, obtient une première reconnaissance nationale en étant sacré Meilleur Confiturier de France, puis internationale avec trois titres de Champion du Monde de Confiture, classé hors-concours, en 1988, 1990 et 1991.
Il est le premier à travailler ses produits à base de fructose uniquement sans saccharose ajouté.
Francis Miot rend hommage au Béarn avec des confiseries faisant référence à l’histoire de Henri IV comme les « Coucougnettes du Vert Galant ».
Il décède à 67 ans, des suites d'un cancer, le 20 novembre 2015 à Pau.

## Distinctions
- Président d'Honneur de l'Ordre Culinaire International
- Président des Maîtres Confituriers de France
- Membre de l’Académie culinaire de France
- Membre de l’Académie française du Chocolat et de la Confiserie (siège N°18/40)
- Membre de la Presse Gastronomique de France
- Président du Panache d’Or de la Gastronomie française
- Président du Jury d’Honneur des Toques Françaises
- Grand Commandeur des Cordons Bleus de France
- Commandeur des Chocolatiers de France
- Vice Président Région Aquitaine des Chocolatiers de France
- Grand Bailli des Officiers de Bouche de la Marmite d'Or de Paris
- Discipline d’Auguste Escoffier
- Membre Prosper Montagné

## Titres et récompenses
- Triple Champion du Monde de confiture, classé hors concours en 1988, 1990 et 1991
- Meilleur Confiturier de France en 1987
- Médaille d'Or des Cuisiniers Français
- Médaille d'Or de la ville de Paris
- Grand Prix du Jury au Festival International de la Confiture en 1989
- Palme d’Or au Festival International de la Confiture en 1990
- Grand Prix de l’Innovation Commerciale de la Chambre des Métiers en 1995
- Grand Prix du Jury au Village Gourmand de Toulouse en 1995
- Coupe de France de la Confiserie aux Assises Nationales de la Confiserie en 1995
- Premier Prix dont "Meilleure Spécialité de France" au salon INTERSUC à Paris en 1999
- Trophée des Toques Françaises en 2007
- 3 Prix d'Honneur en 2007, 2008 et 2009
- Prix du Président de la République en 2010
- Vase de Sèvres du Président de la République en 2010
- Prix du Sénat en 2010

## Publications
- Quatre saisons de confitures en 5 minutes
- Les confitures et gelées de nos régions
- Faites vos confitures en deux coups de cuillère à pot
- 52 semaines de confitures insolites
- Mes secrets et tours de main